# Омајма Нелсон
Омајма Ари Нелсон (енгл. Omaima Aree Nelson; 1968) јесте бивша египатска манекенка и дадиља која је осуђена за убиство свога мужа Била Нелсона за коју је добила доживотну затворску казну коју служи у женском затвору у Чаучили, у Калифорнији. Њен случај је доспео на међународне наслове због навода о БДСМ-у, обезглављивању, кастрацији и канибализму.

## Брак и убиство
Омајма Ари Нелсон је рођена и одрасла у Египту, а преселила се у САД 1986. године.
Свог мужа Вилијама Е. Нелсона, познатијег као Бил, упознала је у октобру 1991. године када је имала 23 године, а он 56. После неколико састанака, пар се венчао, али је Омајма касније тврдила да је током првих месец дана претрпела сексуално злостављање од стране Била.
Омајма Нелсон је тврдила да ју је 28. новембра 1991. године Бил сексуално напао у њиховом стану у калифорнијскоме насељу Коста Меса. После тога, она је избола Била маказама, а затим га је ударала пеглом за веш.
Када га је усмртила, она је раскомадала његово тело, скувала му је главу и шаке како би уклонила отиске прстију. Затим је помешала скуване делове њеоговог тела и помешала са остацима ћуретине, те их је заједно бацила у ђубре. Комшије тврде да су чуле како дробилица за ђубре ради сатима после убиства.
Она га је кастрирала мртвог у знак освете за његове наводне сексуалне напада. Рекла је свом психијатру да је зготивила мужевљева ребра на роштиљу и да их је кусала, али је касније то негирала.

## Суђење и последице
Омајма Нелсон је ухапшена 2. децембра 1991. године под сумњом да је убила свог мужа. Суђење је почело тачно годину дана доцније.
Током суђења је откривено да су јој као детету у египатском Каиру генитално сакатили и да је сношај за њу био веома трауматичан и болан и да је то било појачано још злостављањем у браку. Осуђена је за тешко убиство 12. јануара 1993. године. Добила је казну 27 година до доживотне робије.
Она је први пут стекла право на условни отпуст 2006. године, али јој је одбијена молба јер су је комесари сматрали непредвидивом и озбиљном претњом за јавну безбедност. Поново је стекла услове пет година касније, али је поново одбијена због тога што још увек није преузела одговорност за убиство, као и то да не би била продуктиван грађанин на слободи. Она ће следеће право на отпуст стећи 2026. године.
Омајма Нелсон је упоређивана с измишљеним серијским убицом и канибалом др Ханибалом Лектером из романа Томаса Хариса. О њој је снимљено неколико документарних филмова и серијских епизода.